# 聖誕島戰役
圣诞岛战役二战期间的一次小型交火。1942年3月31日在英属印度陆军士兵反抗英国军官的兵变的协助下，日本帝国陆军能够在没有任何陆上抵抗的情况下占领圣诞岛。美国海军潜艇海狼号在日军登陆期间对日本帝国海军那珂号轻巡洋舰造成了严重损坏。

## 背景

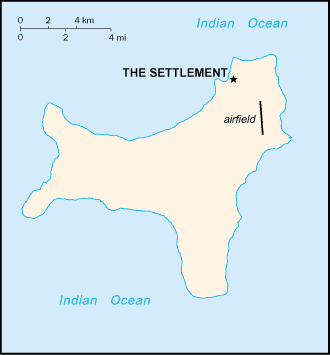
圣诞岛地图显示了飞鱼湾“定居点”的位置。

当时，圣诞岛是海峡殖民地行政控制下的英国属地，位于爪哇以南161海里（298公里）。它之所以重要有两个原因：它是东印度洋的完美控制点，并且能够提供日本工业所需的磷酸盐。自1900年以来，该岛一直在开采磷酸盐，在战争时期仍有由1,000名华人和马来人在一小群英国监督员的监督下工作。此外，岛上约有100名妇女和200名儿童。
占领爪哇后，日军大本营于1942年3月14日发布了“X行动”（入侵和占领圣诞岛）的命令。海军少将西村祥治被指派指挥第二南方远征舰队的占领军，以轻巡洋舰那珂号为旗舰。舰队还包括长良号轻巡洋舰和名取号轻巡洋舰、峰云号驱逐舰、夏云号驱逐舰、天津风号驱逐舰、初风号驱逐舰、皋月号驱逐舰、水月号驱逐舰、文月号驱逐舰、长月号驱逐舰、油船曙丸、运输船君岛丸和熊川丸，以及第8250名海军陆战队士兵和第102建设部队。
抵抗这支入侵部队是一门6英寸（150 mm）于1900年制造并于1940年安装在圣诞岛上的炮。英国驻军——香港和新加坡皇家炮兵的一个支队——有 32 名士兵。他们由英国军官LWT Williams上尉领导。威廉姆斯的部队由一名印度军官苏巴达尔·穆扎法尔汗组成； 27名旁遮普印度炮手和士官（NCO）；和四名英国士兵。
一群旁遮普军队轻信日本关于将印度从英国统治下解放出来的宣传，并且可能在部分或全部当地锡克警察的默许下叛变。 3月11日，他们射杀了威廉姆斯和四名英国士兵——吉尔斯和克罗斯中士以及枪手瑟古德和泰特——并将他们的尸体扔进海里。然后，他们关押了该地区官员和岛上的其他少数欧洲居民，日军抵达后，被关押的居民被全部处决。

## 日军占领圣诞岛

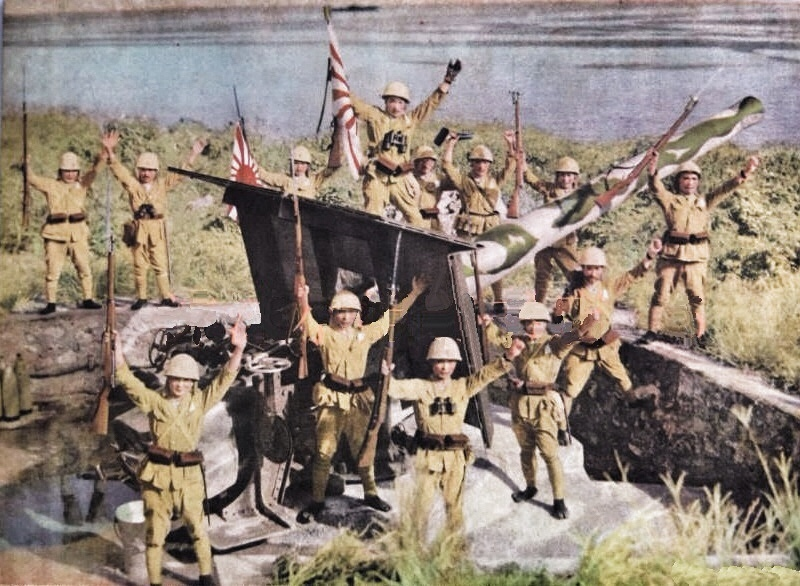
日军攻占圣诞岛6寸炮阵地。

1942年3月31日黎明时分，十几架日本轰炸机发动了袭击，摧毁了岛上的广播电台。叛乱者表示他们打算投降，在850人的登陆部队上岸之前举起了白旗。日本远征军在没有反抗的情况下在飞鱼湾登陆。
当天上午09时49分，美国海军潜艇海狼号向那珂号发射了四枚鱼雷；无一命中。次日早上6点50分，海狼号再次发起攻击，向名取号发射了三枚鱼雷，但仍是无一命中。当天晚上，海狼号的最后两枚鱼雷，成功击中了那珂号的右舷，靠近她的1号锅炉，使那珂号严重受损，不得不被拖回新加坡，最终被迫返回日本进行为期一年的维修。
名取号返回圣诞岛，并于1942年4月3日将占领部队的所有成员（20人驻军小队除外）撤回印度尼西亚万丹湾。日本人获得了装载在运输船上的磷酸盐岩。

## 战后
占领该岛后，日本驻军试图让华人和马来人为其工作，尽管许多人早已逃往更远的内陆生活。兵变者也变成了工人，被雇来清理储物箱。至1943年12月，岛上超过60%的人口，包括欧洲囚犯，被迁往爪哇岛。战后，圣诞岛于1945年10月中旬被英国重新占领。 
在战后时期，七名旁遮普叛乱者在新加坡被追查并接受军事法庭审判。1947年3月13日，有6人被定罪，5人被判处死刑，1人被判处有期徒刑二年。国王乔治六世于1947年8月13日确认了死刑判决。英国在印度的统治于不久之后结束，印度和巴基斯坦在执行死刑之前成立，因此必须考虑外交问题。1947年10月，第七名叛变者被抓获，他也被军事法庭审判并被判处死刑。另外一名士兵被确认为兵变参与者，但从未被抓获。1947年12月8日，经印巴两国政府交涉后，死刑改判为终身劳役。在英国和巴基斯坦就应该在哪里服刑的问题进一步争论之后，英国要求他们服刑九年，6名囚犯于1955年6月被转移到巴基斯坦，此后英国政府终止了对案件的关注。

## 參看
- 科科斯群岛兵变